# 常陸太田市立図書館
常陸太田市立図書館（ひたちおおたしりつとしょかん）は、茨城県常陸太田市にある公立図書館である。常陸太田市中城町にある本館のほか、3つの分室を持つ。

## 概要
本館は村井敬が設計した鉄筋コンクリート地上2階建の建築物である。延床面積は1,620m2。
- オーディオ・ビジュアル資料数 - 11,428点（2009年3月31日現在[5]）
- 金砂郷分室 - 常陸太田市高柿町272 交流センターふじ内
- 水府分室 - 常陸太田市町田町163-1 水府総合センターきらめき内
- 里美分室 - 常陸太田市折橋町623 里美文化センター内

## 利用案内
- 貸出制限 - 常陸太田市に居住または通勤・通学する者
- 貸出可能点数 - 図書10冊、CD・カセットテープ5点、ビデオ・DVD2点
- 開館時間 - 9時30分 - 17時（本館の水曜と金曜は19時まで）
- 休館日 - 月曜日（月曜日が祝日の場合、その翌日。ただし土日の場合は開館）、年末年始、特別整理期間

## 沿革
- 1990年（平成2年）2月 - 本館が竣工[4]。
- 2007年（平成19年）4月23日 - 子どもの読書活動優秀実践図書館として表彰される[6]。

## 交通
- JR水郡線常陸太田駅より徒歩約20分。
- 常陸太田市市民バス生涯学習センターバス停より徒歩すぐ。

## 周辺
- 常陸太田市生涯学習センター
- 常陸太田市民交流センターパルティホール
- 常陸太田商工会館